# Xalets d'en Vilar
Els xalets d'en Vilar són dos xalets entre mitgeres situats al nucli urbà de Caldes de Malavella (Selva), al carrer del Mossèn Cinto Verdaguer números 7 i 9. És una obra inclosa en l'Inventari del Patrimoni Arquitectònic de Catalunya.

## Descripció
Els dos xalets, planta baixa, estan coberts per una teulada a doble vessant, desaiguada a la façanes principal i posterior. Els xalets, d'iguals característiques si bé amb petites diferències, formen un conjunt unitari. A la façana principal, hi ha la porta d'entrada en arc de llinda, flanquejada per dues finestres també en arc de llinda. Emmarcant les finestres i la porta d'entrada, hi ha dues pilastres, amb un capitell decorat amb una flor. Cal dir, però, que en el cas de les finestres, l'emmarcament continua a la zona de l'ampit, on hi ha rajola vidriada de color blanc. Sobre aquestes tres obertures, hi ha un trencaaigües fet amb una motllura a cavet coronat de rajola vidriada de color terra. Coronant la porta i les finestres, hi ha una estructura decorativa. Aquesta està formada per un cos rectangular col·locat verticalment. Sobre aquest cos, a la part inferior hi ha una decoració romboidal feta de rajola vidriada (de color blau en l'habitatge número 7 i de color verd en l'habitatge número 9), al centre de la qual hi ha un respirall també en forme romboidal. A la part superior, hi ha una estructura allargada en arc de mig punt, sobreposada, que coincideix en la part superior, amb el nivell de la balaustrada del coronament de la façana, que simula una falsa barana de terrat, doncs no hi ha terrat. Sota la balaustrada hi ha una estructura motllurada. A la part posterior dels dos xalets hi ha pati.